# Rainer Balhorn
Rainer Balhorn (* 25. Juni 1955 in Stixe, Gemeinde Kaarßen; † 18. Dezember 1970 bei Hitzacker) war ein Todesopfer an der innerdeutschen Grenze.

## Leben
Rainer Balhorn wuchs in Stixe (heute zu Amt Neuhaus gehörend, damals Bezirk Schwerin) nahe der innerdeutschen Grenze auf. Er hatte eine Tante in der Bundesrepublik Deutschland, die er zwar nicht persönlich kannte, zu der er aber gemeinsam mit seinem 14-jährigen Freund Reinhard B. fliehen wollte. Ursprünglich wollten sie ihren Fluchtplan, der ein Durchschwimmen der Elbe vorsah, erst im Alter von 18 Jahren durchführen. Um den Plan zu verwirklichen, übten sie lange Schwimmstrecken. Vor dem Wintereinbruch 1970 entschlossen sie sich jedoch weitaus früher zur Flucht. Balhorn war in diesem Jahr erst 15 geworden. Sie packten Plastiksäcke mit ihren Kleidern und ihren FDJ-Ausweisen und versteckten diese.
Am 17. Dezember 1970 versuchten sie zwischen Prilipp und Bitter (beide heute Ortsteile von Amt Neuhaus) am Elbkilometer 525 gegen 18 Uhr die mehr als 200 Meter breite Elbe zu überqueren. Den beiden gelang das Durchschwimmen des 5 °C kalten Wassers, doch Balhorn erreichte das Ufer nur mühsam und mit Hilfe seines Freundes. Unterwegs verloren sie ihre Kleidersäcke, die sich voll Wasser sogen, und waren daher nur noch mit ihren nassen Trainingsanzügen bekleidet. Sein Freund ließ Balhorn am West-Ufer zurück, um Hilfe zu holen. Reinhard B. wurde erst gegen 20 Uhr, ebenfalls stark unterkühlt und am Ende seiner Kräfte, von einem Autofahrer entdeckt und zur Zolldienststelle gebracht. Es wurde eine Suche nach Rainer Balhorn eingeleitet, die jedoch erst nach Stunden zum Erfolg führte. Er wurde erst gegen 0:20 Uhr von einem Suchtrupp bewusstlos aufgefunden und verstarb auf der Fahrt ins Krankenhaus nach Dannenberg an Unterkühlung.
Seine Leiche wurde am 21. Dezember 1970 den DDR-Behörden übergeben.